# أرز عربي
اَلْأَرْزُّ ٱلْعَرَبِيُّ أو ٱلْأَرْزُّ بِٱلشُّعِيرِيَّةِ هو تحضير تقليدي للأرز في الشرق الأوسط، وهو نوع من وصفة الأرز المطبوخ العادية، ولكن مع إضافة الشعيرية المحمصة قليلاً (النودلز الصغيرة). تُعرف طريقة طهي الأرز باسم بيلاف، حيث يكون الأرز رقيقًا وخفيفًا ولا يلتصق. تقليديا، يتم استخدام الأرز طويل الحبة، مثل "البسمتي" أو "الياسمين"، على الرغم من أنه يمكن استخدام الأرز قصير الحبة، مثل "البومبا" أو"المصري" بشكل مثالي. ويمكن أيضًا استخدام الأرز الكامل.
الشعيرية المستخدمة هي أرقى أنواع المعكرونة، والتي تسمى (şehriye) في تركيا، أو (شعرية) في الدول العربية، و (باستينا) أو (cappellini) في إيطاليا، و (cabello de angel) في إسبانيا. تعتبر صنفا أرقى من السباغيتي. كعامل دهني، يتم استخدام الزبدة المصفاة عادة، والتي تسمى في اللغة العربية "السمن"، والمعروفة دوليًا باسم السمن الحيواني. في حالة عدم توفر ذلك، يمكن استخدام الزبدة العادية أو زيت الزيتون. يمكن إضافة العديد من المكونات من جميع الأنواع إلى الوصفة الأساسية، حسب كل منطقة، وحتى حسب كل منزل: الزبيب والصنوبر، الثوم أو البصل، اللوز، إلخ.
وقد جلبت الهجرة العربية إلى الأمريكتين هذه الطريقة في صنع الأرز إلى هذه المنطقة، حيث أصبحت اليوم شائعة في بعض المناطق، وخاصة خلال فترة عيد الميلاد. في أمريكا اللاتينية، يعتبر الأرز العربي أو (arroz con fideos) شائعًا في المطبخ التقليدي في كولومبيا، وجمهورية الدومينيكان، وبيرو، وتشيلي.

## المصطلحات والتوزيع

الكسكس هو السائد في المغرب العربي (بالغرب)، بينما الأرز هو السائد في المشرق العربي (بالشرق)

في العالم العربي لا يوجد تسمية محددة لهذه الطريقة في تحضير الأرز، فهي الطريقة الأساسية في تحضير الأرز. في اللهجتين المصرية واللبنانية (رُز بالشعرية)، وهو عنصر أساسي يرافق معظم الوجبات في الشرق الأوسط. وهذا لا ينطبق على المغرب العربي. هناك خلط شائع في الاعتقاد بأن جميع الدول العربية تستهلك الأرز العربي. ففي شمال إفريقيا، الكربوهيدرات الأساسية هي سميد القمح المسمى الكسكس. والأرز معروف لكنه غير شائع. وبالمثل، فإن الكسكس معروف في الشرق الأوسط ولكنه غير شائع (هناك تشبيه له في فلسطين يسمى "المفتول").
وهو أيضًا نموذجي جدًا في المطبخ التركي، حيث يُعرف باسم (şehriyeli pilavı). وعلى الصعيد العالمي، يمكن العثور عليه في بعض المصادر مثل "الأرز اللبناني" أو "الأرز على الطريقة المصرية". في الأساس، تشير جميع الأسماء إلى نفس التحضير.

## التحضير

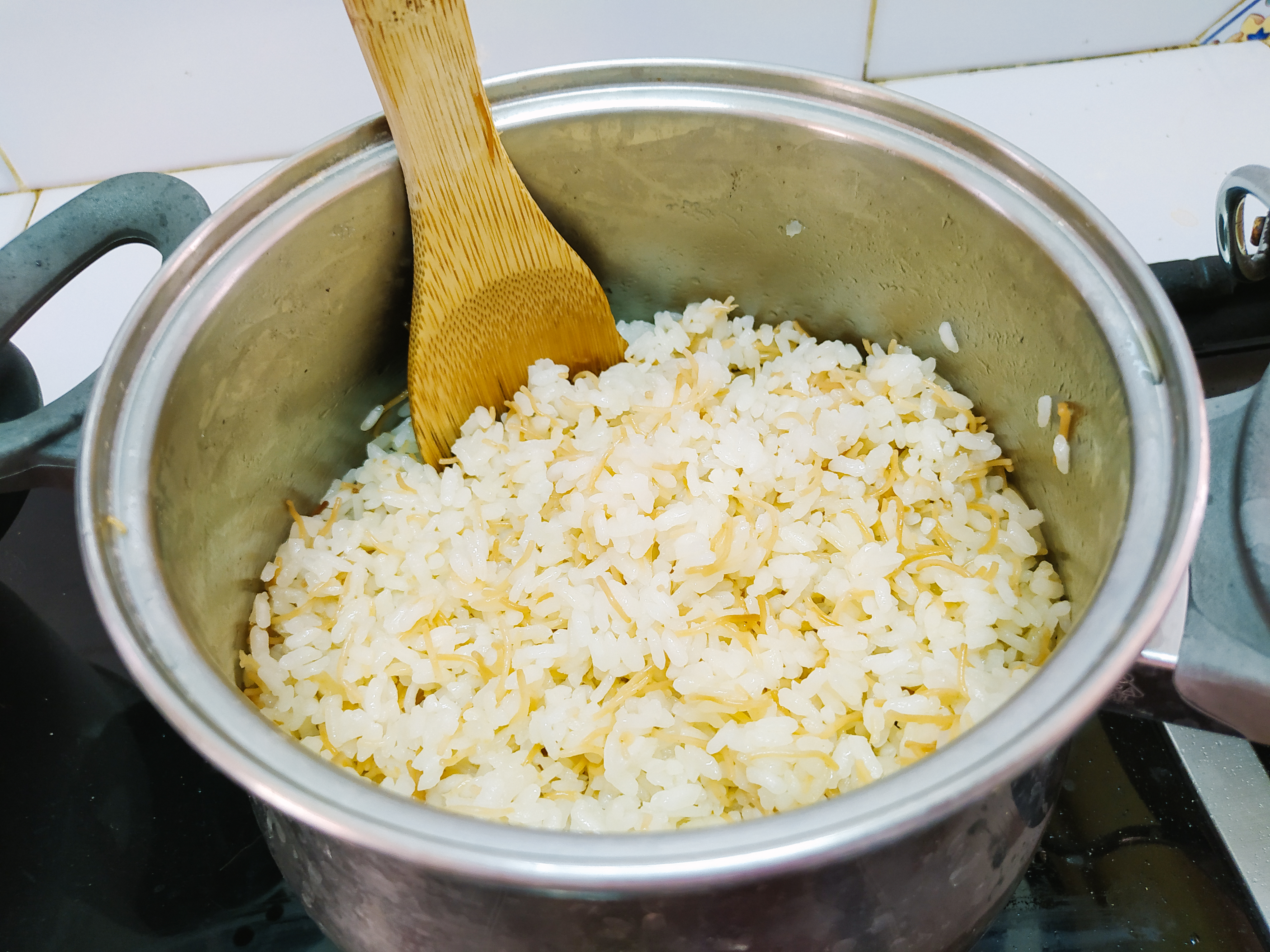

تختلف الوصفات قليلاً فيما بينها في كيفية تحضير الأرز العربي. ومن بين هذه الوصفات:
قبل الاستخدام، يتم شطف الأرز تحت الماء الجاري حتى يصبح الماء صافياً. ثم يترك ليجفّ (على الرغم من أنه في بعض الوصفات يترك لينقع لإزالة النشا الزائد). في السابق كان يتم غسل الأرز وتجفيفه لأنه قد يأتي مع حصى صغيرة أو غبار؛ أما الآن لم تعد هذه الخطوة ضرورية تمامًا لأنه عادة ما يأتي نظيفًا تمامًا.
في المقلاة التي سيتم طهي الأرز فيها، يوضع زيت الزيتون أو الزبدة المصفاة (أو كليهما)، ثم تُحمّص الشعيرية فيها. ولكونها معكرونة جيدة، فإنها ستتغير لونها في غضون دقائق قليلة، وفي هذه المرحلة يجب إضافة الأرز على الفور. إذا تركت لفترة طويلة، فمن السهل أن تحترق. يتم تحريك الأرز حتى يصبح زيتيًا. بهذه الطريقة لن تكون لزجة. في هذا الوقت، يضاف الملح والبهارات المرغوبة أيضًا.
وبعد دقائق قليلة يُضاف الماء أو مرق الدجاج بنسبة 1:1، أي نفس سائل الأرز. يتم تغطيته وعندما يبدأ الماء بالغليان يتم خفض الحرارة. اعتمادًا على الارتفاع، يختلف وقت الطهي بين 15 و 30 دقيقة.
في حالة استخدام الأرز قصير الحبة، فمن المستحسن إعادة دهن الأرز بالزيت في نهاية الطهي، لأنه يميل إلى التكتل أكثر من الأرز طويل الحبة.